# Heinz Köhler

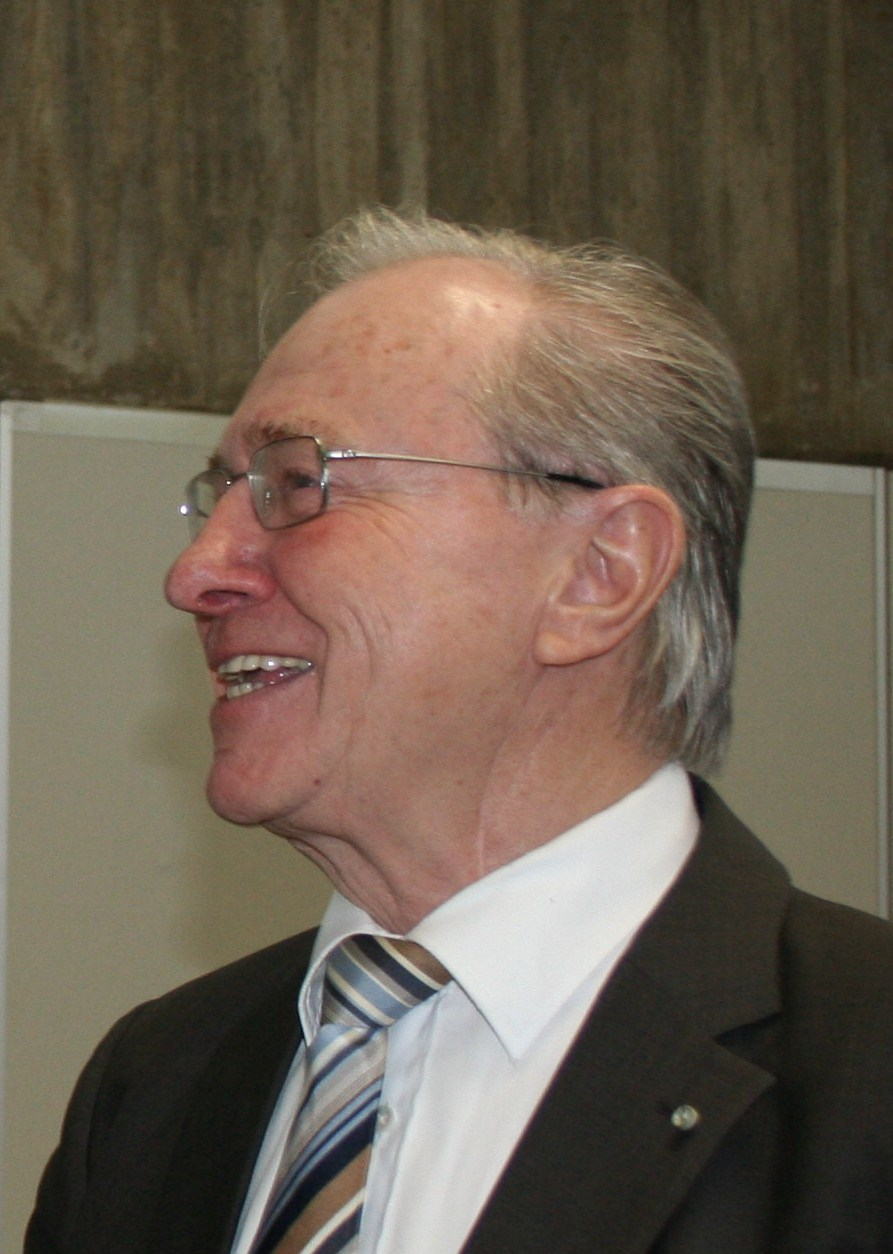
Heinz Köhler (2010)

Heinz Köhler (* 12. Mai 1942 in Mitwitz) ist ein deutscher Politiker der SPD.

## Leben
Heinz Köhler legte das Abitur 1963 in Coburg ab. Er promovierte nach dem Studium der Rechts- und Volkswirtschaften in Würzburg und München 1970. Nach einer kurzen Zeit als Regierungsrat bei der Regierung von Oberfranken und an den Landratsämtern Pegnitz, wie Lichtenfels war er von 1972 bis 1989 Landrat von Kronach, Bezirksrat des Bezirks Oberfranken von 1974 bis 1986, von 1989 bis 1994 Abgeordneter des Europäischen Parlaments, von 1994 bis 2002 Abgeordneter des Bayerischen Landtags und war von 2002 bis 2005 Mitglied des Deutschen Bundestags. Da er sich von einem 2003 erlittenen Schlaganfall, der auch sein Sprachzentrum beeinträchtigte, nicht vollständig erholt hat, kandidierte er nicht mehr für den 16. Deutschen Bundestag.
Er war von 1999 bis 2003 Präsident des Bayerischen Roten Kreuzes und erhielt hierfür das "Steckkreuz" für besondere Verdienste des Bayerischen Roten Kreuzes. Er war Gründungsvorsitzender des Naturparks Frankenwald und ist deswegen in das Ehrenbuch Deutscher Naturparke in Bonn eingetragen worden. Zudem war er Vorsitzender des Zweckverbands Abfallwirtschaft in Nordwest-Oberfranken und ist seit 1975 Verbandsvorsitzender der FWO (Fernwasserversorgung Oberfranken). Er wurde ausgezeichnet mit dem Bundesverdienstkreuz am Bande, der 1. Klasse, der Denkmalschutz- und Europamedaille des Freistaates Bayern, der kommunalen Verdienstmedaille in Gold, dem Bayerischen Verdienstorden und der Großen Verdienstmedaille des Landkreises Kronach in Gold. Für seine parteipolitischen Verdienste ist er mit der Willy-Brandt-Medaille ausgezeichnet worden.
Heinz Köhler ist evangelisch-lutherisch, verheiratet und hat zwei Kinder, darunter den Richter am Bundesgerichtshof Marcus Köhler.
Er ist Ehrenbürger der Gemeinden Mitwitz und Steinbach am Wald, wie Ehrenmitglied des Bayerischen Roten Kreuzes.